# 安達が原
『安達が原』（あだちがはら）は、手塚治虫による日本の短編漫画作品。初出は『週刊少年ジャンプ』（集英社）1971年3月22日号、読み切りとして発表された。総ページ数は59ページ。宇宙の片隅の忘れられた星を舞台としたSF作品だが、能や浄瑠璃の演目にもなっている安達ヶ原の鬼婆伝説（黒塚の伝説）を下敷きにした物語である。

## 概要
読み切り短編の連作シリーズ「ライオンブックス」の中の1編である。「ライオンブックス」はもともと1956年から1957年にかけて集英社の少年誌『おもしろブック』で連載されていたシリーズだったが、それら旧シリーズから十数年後の1971年、同じく集英社の『週刊少年ジャンプ』にて、手塚は改めて「ライオンブックス」と冠したシリーズを開始することになった。そのトップバッターとなったのがこの『安達が原』である。
新シリーズの「ライオンブックス」では、1971年から1973年にかけて合計15編の作品が発表された。その15編のうちの多くが少年向けの作品として分類しうるのに対し、この『安達が原』は、掲載先こそ少年誌だが、扱っている題材、物語のプロットなど、内容的には大人向けに近い作品となっている。
冒頭、「旅のころもはすずかけの 露けきそでやしおるらん」で始まる能の一節が見開きページで登場する。これは能の演目『安達原』の一節を引いている。冒頭だけでなく中盤と最終盤にも一カ所ずつ、『安達原』からの一節が差し挟まれている。手塚の本作『安達が原』では「安達が原につきにけり」で引用が結ばれ、その次のページから本編が始まる。

## あらすじ
宇宙調査官である主人公ユーケイは、大統領の直命を受け、とある星に降り立つ。その星には一人の魔女が住んでおり、近くを通りかかる宇宙船をおびきよせては乗組員を殺し、物資や食糧を奪っているという。ユーケイに与えられた任務は、証拠を押さえてその魔女を始末すること。宇宙船の残骸が墓標のように立ち並ぶ荒野を抜け、ユーケイは岩山をくりぬいて作られた魔女のすみかに辿りつく。
岩山のすみかには白髪の老婆が住んでおり、訪れたユーケイを招き入れ、彼に手料理を振る舞う。長旅の疲れを癒せ、とユーケイに寝室をあてがう老婆。その夜、ユーケイは寝室を抜け出して家の中を調べ、地下室に大量の人骨が打ち捨てられているのを発見する。しかもそれらの人骨はミイラから自然に白骨になったのではなく、肉を剥ぎ取られた跡があった。
そのとき地下室の入口に老婆が現れ、なぜ地下室を見たのだ、とユーケイを咎める。自分はユーケイを殺すつもりはなかったのに、食事を振る舞い寝床まで用意したのに、なぜ開けてはならない地下室を開けたのか、と。ユーケイは自分の身分を明かし、大統領の命でおまえを殺すためにこの星に来たのだと告げる。そして、ここにある死骸の屍肉を喰らったのかと老婆に詰め寄る。老婆は逃走し反撃するも、追い詰められ銃口を突きつけられる。観念した老婆はユーケイに、死に土産にユーケイの身の上を聞かせてくれと懇願する。どうしてもと乞われ、ユーケイは自らの過去を話し始める。そしてその中で、ある意外な事実が明らかになるのだった。

## 登場人物
ユーケイ
主人公。腕利きの調査官として宇宙のならず者たちから殺し屋と恐れられている。かつては反政府運動の活動家で、その当時の名はジェス三森。一度逮捕され流刑星送りになったが、流刑星に着いた途端に反政府革命が成功したという報が入り、すぐに地球に帰ってくることになる。片道30年かかる流刑星への航行では冷凍睡眠機に入れられて眠っていたため、往復で60年を実質的にタイムトリップしたことになった。したがって肉体的な年齢は25歳だが、物理的には生まれてから約90年ほど経っている。
流刑星送りになる以前、彼にはアンニー黒塚という恋人がいた。が、逮捕されたことでアンニーとは生き別れになった。地球に帰ってきたあと、かつて同棲していたアパートを訪ねるなどして彼女の行方を捜したが、消息は掴めなかった。その後宇宙調査官の任務に従事し、ジェス三森から改名してユーケイと名乗るようになる。ユーケイという名前は黒塚の説話に登場する東光坊祐慶（とうこうぼうゆうけい）から。
白髪の老婆
宇宙の片隅の星に一人暮らす老婆。91歳。かつて地球で暮らしていた頃はアンニー黒塚という名で、ジェス三森の恋人だった。ジェスが逮捕されたあと反政府運動に身を投じ、やがて地球を逃れてこの星に流れついた。ともに宇宙に出た仲間は死んでゆき、その後たった一人何十年も、いつかジェスと再会できる日を待ち続けていた。
自分がアンニーであることをユーケイに明かした後、許しを乞うユーケイに対し、かつてのアンニーはもういない、ここにいるのは薄汚れた人喰い婆だから、と早く任務を遂行するよう促す。
その他、脇役としてダモクレス大統領役にロンメルがキャスティングされている（スター・システム）。

## 黒塚との比較
もともとの黒塚伝説と本作を比較すると、物語の骨格には手塚による脚色が認められる。最も大きく異なるのは、再会を果たす人物（の片方）が異なる点である。
|            | 黒塚の伝説                                    | 手塚治虫『安達が原』                |
| ---------- | --------------------------------------------- | ----------------------------------- |
| 再会       | 鬼婆岩手とその娘                              | アンニーとユーケイ                  |
| 人肉食     | 胎児の生き胆の薬効のため                      | 生き永らえるため                    |
| 鬼婆の最期 | 祐慶の唱えた経が雷鳴を 呼び、雷に打たれて絶命 | ユーケイにヒートガン で撃たれて絶命 |
黒塚伝説では鬼婆と再会するのは鬼婆の実娘だが、本作には実娘に相当する人物は登場せず、かわりにユーケイが鬼婆と再会する筋になっている。したがってアンニーとユーケイの過去を振り返る回想は原典には無い手塚の創作であり、さらに物語の最終盤の、アンニーが作り残した手料理をユーケイが口にするシーンも手塚による創作である。

## 単行本
- ベストコミック『ライオンブックス』第1集（虫プロ商事、1973年）

収録作品：
「荒野の七ひき」
「ガラスの脳」
「安達が原」
「いけにえ」
「緑の果て」
「0次元の丘」
「あかずの教室」
- 講談社手塚治虫漫画全集 MT61『ライオンブックス』第1巻（講談社、1977年、ISBN 978-4061086616）

収録作品：
「安達が原」
「荒野の七ひき」
「はるかなる星」
「あかずの教室」
- 集英社文庫『手塚治虫名作集3 百物語』（集英社、1995年、ISBN 4-08-748291-X）

収録作品：
「百物語」
「安達が原」
「荒野の七ひき」
「ロロの旅路」
- Big comics special『ビッグ作家 究極の短編集 手塚治虫』（小学館、1997年、ISBN 978-4091838810）

収録作品：
「安達が原」
「苦情銀行」
「ドオベルマン」
「すっぽん物語」
「0次元の丘」
「という手紙がきた]」
「雨のコンダクター」
「クレーターの男」
- 講談社漫画文庫『手塚治虫恐怖短編集 7 千年の孤独編』（講談社、2003年、ISBN 978-4063604566）

収録作品：
「安達が原」
「低俗天使」
「クレーターの男」
「ひとでの秘密」
「ヒョーロク記」
「光線銃ジャック」
「聖女懐妊」
「ぐうたろう千一夜」
「わが谷は未知なりき」
- もうひとりのアトム ベスト・オブ手塚治虫 (SHUEISHA JUMP REMIX)ムック（集英社、2003年、ISBN 978-4-08-106386-4（4-08-106386-9））

収録作品：
「ふたりでリンゲル・ロックを」
「1985への出発」
「ガラスの脳」
「7日の恐怖」
「安達が原」
「はるかなる星」

## アニメ
本作は手塚の死後、1991年にアニメ化されている。本編25分の短編で、1991年11月16日に単館公開された後、1997年にVHSで発売された（『緑の猫』と『るんは風の中』を併録、ASIN B00005H583）。2003年にはDVD版も発売されている（『悪右衛門』併録、ASIN B00008CH5C）。
アニメ版のユーケイは原作版に比べやや大人びたキャラクターに変更されている。これは監督・絵コンテ・原画を担当した坂口尚の手によるもの。なお、坂口は1995年に急死したため、結果的に本作が生前最後に手掛けたアニメ作品となった。

### キャスト
- ユーケイ - 辻谷耕史
- 魔女 - 京田尚子
- ダモクレス - 内海賢二
- アンニー - 伊藤美紀

### スタッフ
- 原作 - 手塚治虫
- 監督・キャラクターデザイン・絵コンテ・原画 - 坂口尚
- 企画 - 松谷孝征
- プロデューサー - 清水義裕、久保田稔
- 音楽 - 小六禮次郎
- 編集 - 森田清次
- 制作 - 手塚プロダクション